# Монтевирђинио (Рим)
Монтевирђинио је насеље у Италији у округу Рим, региону Лацио.
Према процени из 2011. у насељу је живело 865 становника. Насеље се налази на надморској висини од 415 м.